# Axel Larsson (grosshandlare)
Axel Larsson, född 1854 i Lidköping, död 20 mars 1894, var en svensk grosshandlare och politiker, från 1873 verksam i Sundsvall. 
Axel Larsson var grundare av och delägare i firma Knaust & Larsson, en grosshandel inom bland annat kolonialvaror. Han var även ledamot i Sundsvalls stadsfullmäktige, drätselkammare, fattigvårdsstyrelse och handels- och sjöfartsnämnd.
Han gifte sig 1879 med Ida (Märtha Catharina Alida) Sundberg (1858-1950), dotter till Fredrik Sundberg och Sara Cajsa Jansdotter från Bergom i Tuna socken. Paret fick tre barn: köpmannen Lennart Larsson, borgarrådet i Stockholm Yngve Larsson och Ingrid Stieve (1884-1941), gift med den tyske diplomaten och författaren Friedrich Stieve. 
Axel Larsson insjuknade 1891 och togs in på Upsala hospital, där han avled tre år senare. Han är begravd på Norra begravningsplatsen utanför Stockholm.